# Konzum
Konzum ist die größte kroatische Einzelhandelskette.

## Über das Unternehmen

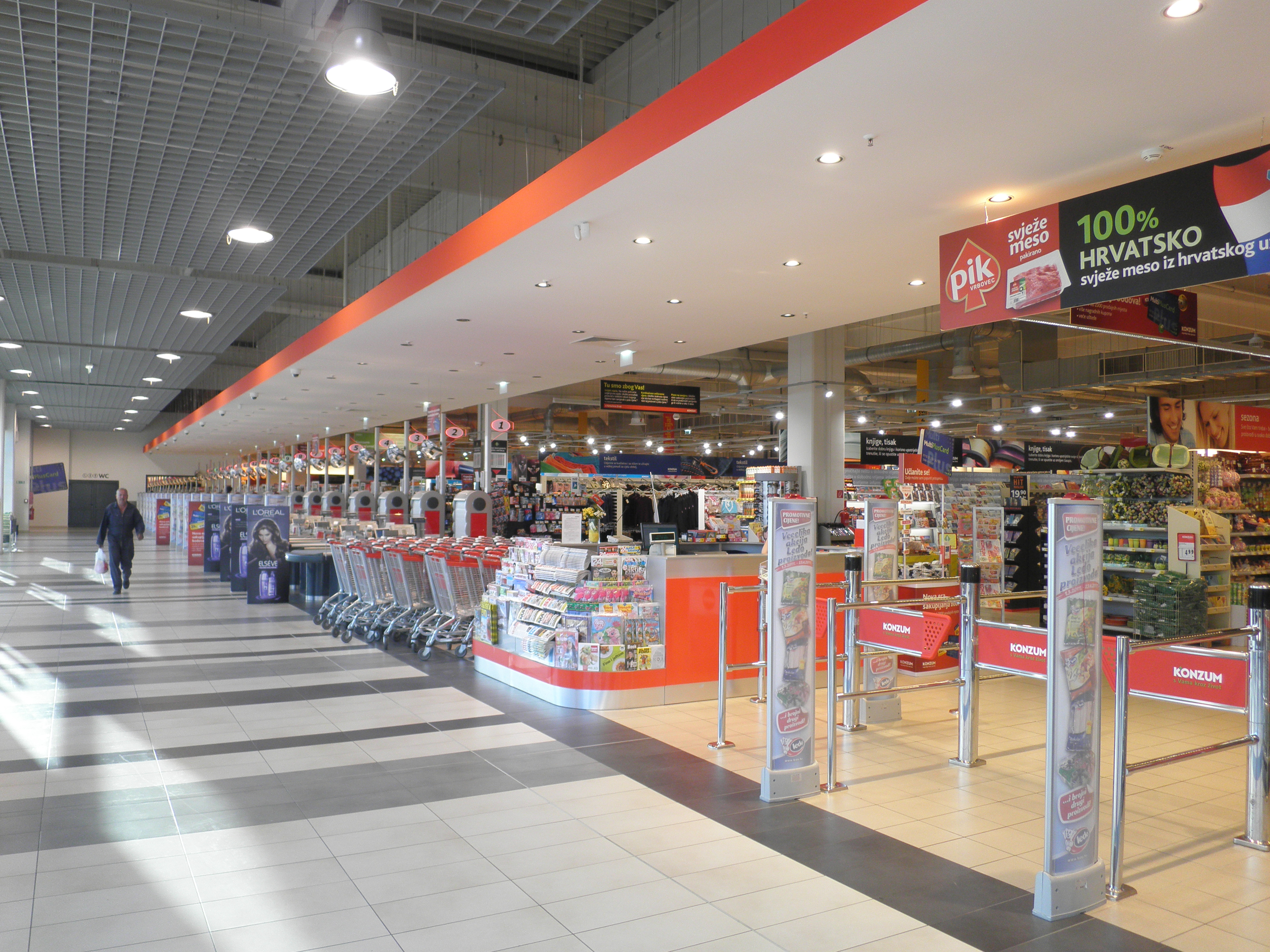
Konzum-Supermarkt in Split.

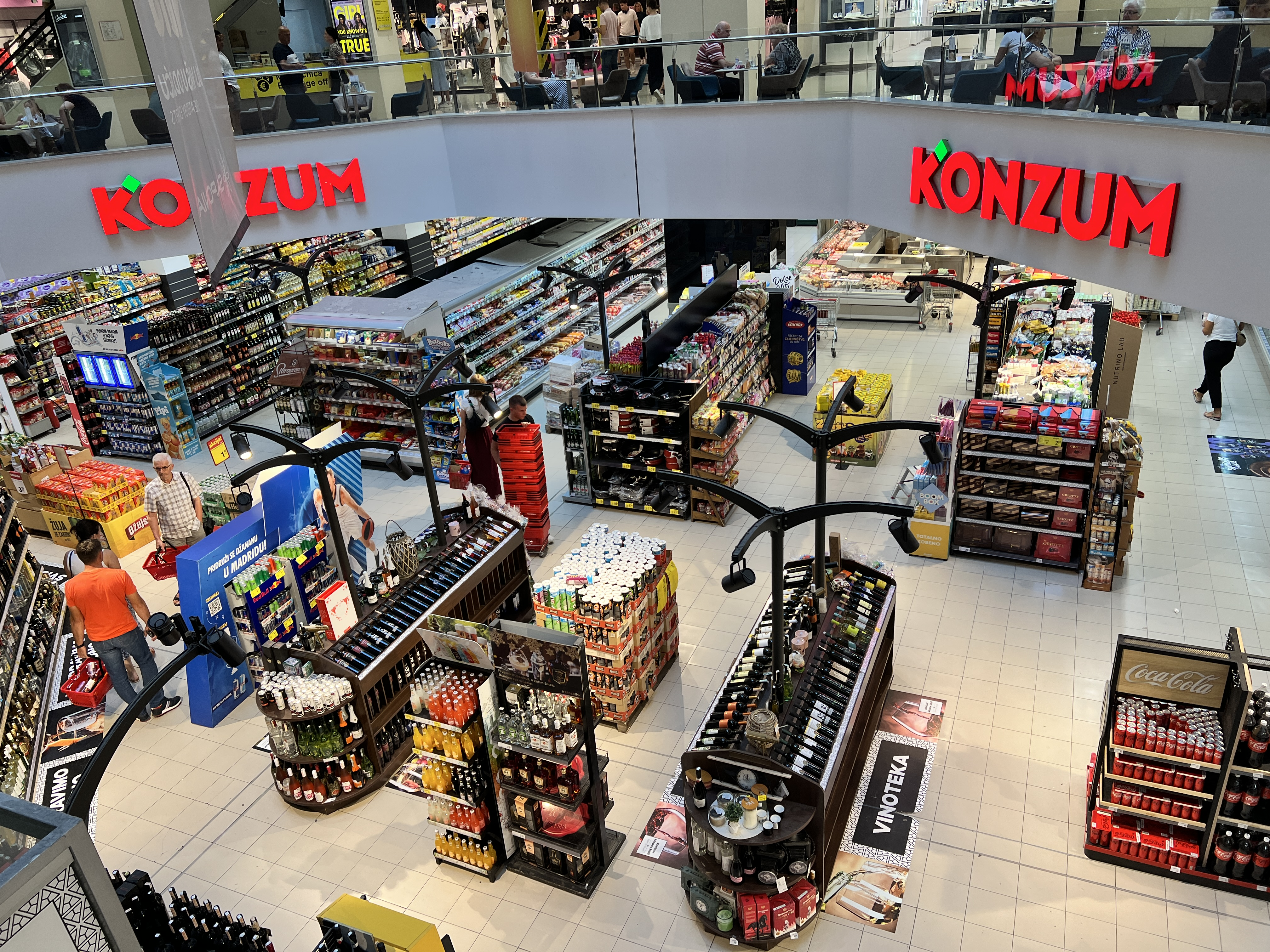
Der Konzum-Supermarkt im Einkaufszentrum Mepas Mall in Mostar.

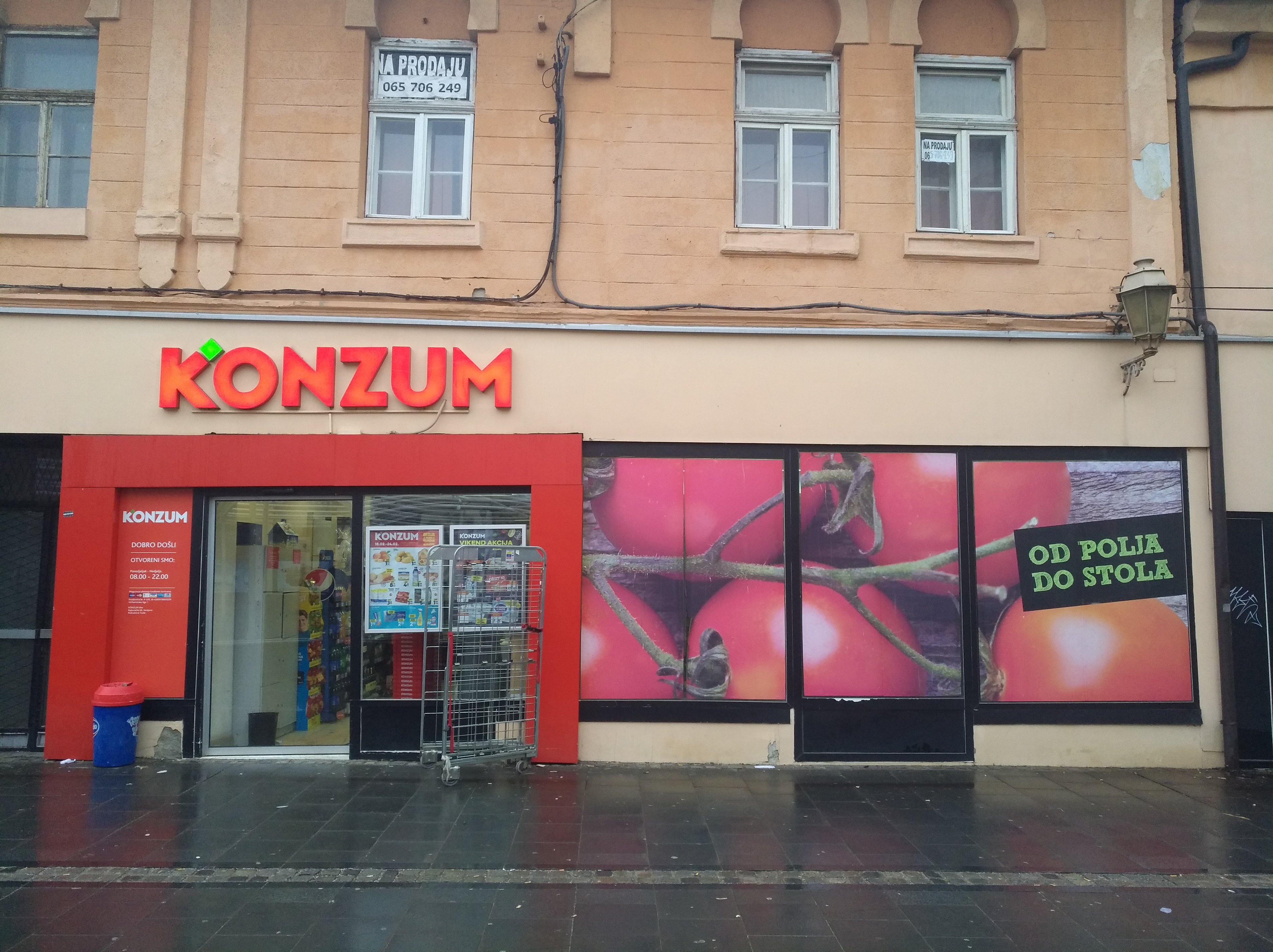
Konsum-Supermarkt in Tuzla.

Die Konzum hat mehr als 700 Märkte und beschäftigt rund 11.400 Mitarbeiter. Jeden Tag kaufen dort mehr als 650.000 Kunden ein. Neben dem Einzelhandel betreibt Konzum seit 2003 auch 21 Großhandelsmärkte unter dem Namen Velpro (ähnlich dem deutschen Metro Cash & Carry). Über diesen Großhandel werden mehr als 20.000 kleine Lebensmittelhändler in Kroatien versorgt. Auf dem Drogeriemarkt baut das Unternehmen eine Handelskette unter dem Namen Kozmo mit derzeit 73 Märkten und einem Kozmo-Verkaufsautomat auf. Konzum expandiert auch außerhalb des kroatischen Heimatmarktes in Serbien und Montenegro (unter der Marke Idea) und Bosnien und Herzegowina (unter der Marke Konzum). Mit einem Anteil von 82,95 % ist der Agrokor-Konzern der größte Anteilseigner des Unternehmens.
Neben Markenartikeln bietet Konzum unter der Handelsmarke K Plus Dosenfrüchte, Konservenfisch, Wurst, Käse, Bier, Hygieneartikel, Fruchtsäfte, Kaffee und Tee an. Das Einzelhandelsunternehmen hat drei Logistikzentren in Zagreb, Poreč und Split, von wo aus die Märkte mit Waren versorgt werden.

## Geschichte
Unter dem Namen Unikonzum öffnete 1957 der erste Supermarkt in Zagreb. Im Jahr 1970 eröffnete Unikonzum die vier fusionierten Kleinverkaufsketten Črnomerec, Konzum, Moslavka und Slavonija. Unikonzum wurde 1992 in eine Aktiengesellschaft umgewandelt. Der Konzern Agrokor übernahm das Unternehmen im Mai 1994. Ein Jahr später wurde Unikonzum in die noch heute gültige Firmenbezeichnung Konzum umbenannt. Nachdem das Unternehmen die ganzen Jahre nur im Raum Zagreb vertreten war, eröffnete man 2000 die ersten Märkte außerhalb dieser Region, darunter auch in Pula, Crikvenica, Split, Bjelovar, Varaždin und Karlovac. Gleichzeitig wurde in Zagreb ein neues Logistikzentrum, das zu dieser Zeit nach eigenen Angaben das größte in Südosteuropa war, in Betrieb genommen.
Konzum führte 2001 seine Handelsmarke K Plus ein und eröffnete vier Super Konzum genannte große Supermärkte, davon zwei in Zagreb, einen in Poreč und einen in Split. Bereits seit Dezember 1995 gab es ein Super Konzum in Zagreb. Das Unternehmen etablierte 2002 ein eigenes Kundenbindungsprogramm und expandierte in Richtung Dalmatien. Die Expansion wurde 2003 mit der Eröffnung von 70 neuen Filialen und einem Anstieg der Mitarbeiterzahl von 5.000 auf 7.000 Mitarbeiter fortgesetzt. Seit 2005 sind Verkaufsstellen der Konzum in allen Teilen Kroatiens vorhanden. Im Jahr 2006 eröffnete das Unternehmen seine bislang größte Filiale mit dem Namen Super Konzum Tower Centar in Rijeka. 2009 folgten weitere neun Super Konzum-Märkte, nachdem 2007 bereits 67 neue Konzum-Märkte eröffnet wurden. Ab 2011 baute Konzum in Dugopolje ein weiteres Logistik- und Distributionszentrum mit einer Fläche von 85.000 m², das nach eigenen Angaben größte in der Region.

## Märkte
Konzum betreibt unter eigener Marke drei verschiedene Arten von Märkten (Stand: Juni 2013): 
- Unter dem Namen Konzum firmieren kleinere Märkte, die den größten Teil des kroatischen Filialnetzes ausmachen.
- Unter dem Namen Konzum Maxi firmieren in Kroatien derzeit 32 mittelgroße Märkte.
- Die Super Konzum-Filialen, von denen es in Kroatien aktuell 52 gibt, stellen die nach Fläche größten Märkte des Unternehmens dar.[6]